# Leonardo (serie de televisión de 2011)
Leonardo es una serie de televisión británica transmitida por la cadena CBBC y dirigida al público infantil. Ambientada en la Florencia del siglo xv, narra las aventuras de un joven Leonardo da Vinci interpretado por el actor Jonathan Bailey. Se estrenó el 11 de abril de 2011, mientras que la segunda temporada comenzó el 20 de septiembre de 2012 con un episodio doble sin cortes comerciales.

## Argumento
Ubicada en Florencia del siglo xv, narra las aventuras y desventuras del joven Leonardo da Vinci como aprendiz de artista, mientras pasa su tiempo libre diseñando máquinas y saliendo con sus amigos.

## Producción
Leonardo comenzó como una novela escrita por Tom Mason y Dan Danko retratando al famoso Leonardo da Vinci como un "Batman adolescente del renacimiento". Aunque nunca se publicó en un libro, Mason y Danko lograron conseguir el interés de la cadena BBC con su idea.
Fue enviada a la BBC a finales del 2009 y la preproducción se completó en el verano de 2010. La primera temporada fue filmada en Sudáfrica, mientras que la segunda se terminó de filmar en Ciudad del Cabo y se emitió en el año 2012.

## Elenco
- Jonathan Bailey como Leonardo "Leo" da Vinci: Es un aprendiz del taller de Verrocchio, posee un gran ingenio y quiere ser inventor.

- Flora Spencer-Longhurst como Tomaso/Lisa Gherardini: Es una muchacha que vive disfrazada de hombre para ser aprendiz de Verrocchio. Cambió su nombre por el de Tomaso y se escapó para unirse al su taller de pintura en Florencia, desafiando las leyes del siglo xv que impedían que las mujeres se conviertan en artistas.

- Akemnji Ndifornyen como Nicolás "Mac" Maquiavelo: Es un ladrón y un estafador, tiene una red de espías por toda la ciudad y tiende a meterse en problemas de los que Leo tiene que sacarle.

- Colin Ryan como Lorenzo de Médici: Un niño rico, miembro de la prestigiosa familia de Médici. Se aburre de su vida llena de lujos y comodidades y goza escabulléndose con sus amigos.

- Alistair McGowan y James Clyde como Piero de Médici: Padre de Lorenzo, ambicioso y lleno de envidia hacía su primo, el Duque de Florencia. Mantiene una estrecha vigilancia sobre todos los acontecimientos en Florencia, sobre todo las que se refieren a su hijo y a sus amigos.

- Freddie Highmore como Stefano Giraldi, un detective que investiga a Leo.

- James Cunningham como Verrocchio: Maestro de Leo y Tomaso. Verrocchio es muy estricto y se impacienta si sus aprendices pierden el tiempo.

- Thembalethu Ntuli como Cosimo: Un criado en el taller de Verrocchio y amigo de Leo.

- Camilla Waldman como Teresa de Médici: Madre de Lorenzo y esposa de Piero.

## Exactitud histórica
La serie está basada en hechos históricos, pero posee aspectos engañosos. El programa Friday Download señaló el episodio donde Leonardo se enamora de una chica llamada Valentina. Los historiadores han argumentado que Leonardo da Vinci era homosexual, y que no tenía ningún interés romántico en las mujeres.
La serie muestra con frecuencia cosas que están muy por delante de su tiempo, sobre todo la bicicleta (inventada en 1817), y más tarde se le da un motor de pólvora (inventado en 1600). Los personajes hablan Inglés moderno, pero de vez en cuando exclaman "bella" o "magnífico!" para recordar a la audiencia que se supone que son italianos. Para la banda sonora se utilizan canciones pop modernas.